# Tetrod

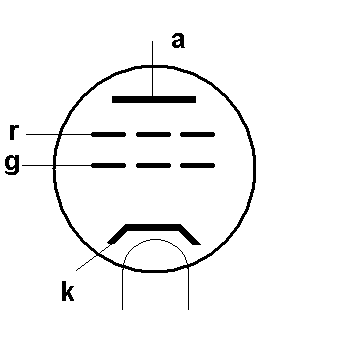
Schematisk bild av en tetrod

En tetrod är ett elektronrör med fyra elektroder. Tetroden har de tre elektroderna en triod har men har dessutom en extra elektrod (eller galler) som avsevärt ändrar dess beteende.
Uppifrån och ner kallas elektroderna i figuren till höger anod, skärmgaller (screen), styrgaller (grid), katod samt glödtråd (heater).

## Galler

### Styrgaller
Gallret närmast katoden är styrgallret. Spänningen som appliceras där orsakar att anodströmmen varierar. Under normal operation, med resistiv last, kommer denna varierande ström ge upphov till en varierande spänning mätt vid anoden. Med riktig biasering kommer denna spänning vara en förstärkt men inverterad version av spänningen som applicerades till styrgallret. Därför kan tetroden förstärka spänning.

### Skärmgaller
Det andra gallret, kallat skärmgaller, "screen" eller ibland "shield grid" tillhandahåller en avskärmande effekt som isolerar styrgallret från anoden. Detta undertrycker oönskade oscillationer och reducerar framför allt en oönskad effekt hos trioder som kallas Miller-effekten som i korthet innebär att trioder inte kan användas vid frekvenser överstigande ett par MHz. Förstärkningen hos röret orsakar nämligen en återkopplingseffekt som ökar den effektiva ingångskapacitansen som alltså begränsar rörets högfrekvensförstärkning. I normala fall är skärmgallret kopplad till en positiv spänning och avkopplad till katod med en kondensator. Detta skärmar av styrgallret från anoden som därför reducerar Miller-kapacitansen mellan dessa två elektroder till en väldigt låg nivå och förbättrar därmed rörets förstärkning vid höga frekvenser. När tetroden introducerades hade en typisk triod en ingångskapacitans på typiskt 5 pF som skärmgallret sänkte till typiskt 0.01 pF vilket innebar att man kunde använda tetroden 500 ggr högre upp i frekvens.
När skärmgallret är positivt attraherar det elektroner som får en ström att flyta i skärmgallerkretsen. Detta förbrukar effekt och hettar upp skärmgallret. Om skärmgallret hettas upp tillräckligt kan det smälta och förstöra röret. Det finns två källor med elektroner som samlas in av skärmgallret. Förutom elektronerna som emitteras från katoden kan skärmgallret också samla upp sekundära elektroner som frigörs från anoden av infallet av energirika primära elektroner. Sekundäremissionen kan öka så mycket att det sänker anodströmmen p.g.a. att en energirik primärelektron kan utsända mer än en elektron. Reduktionen av anodströmmen kommer av att den externa anodströmmen (via pinnen) består av katod-till-anodström minus den sekundärt emitterade strömmen. Detta kan ge tetroden en distinkt negativ resistans-karaktäristik som ibland kallas "tetrode kink". Detta är vanligtvis oönskat men det kan användas i en dynatron oscillator. Den sekundära emissionen kan undertryckas genom att addera ett suppressor-galler, som ger oss vid handen en pentod, eller också tillför man "beam plates" för att göra en "beam tetrode/kinkless" tetrod.
Den positiva influensen av skärmgallret i närheten av styrgallret möjliggör för en konstruktör att byta styrgallrets arbetsområde till den rent negativa regionen (en triod med liknande geometri skulle troligtvis behöva positivt galler för att ge samma maximala ström). När något galler är drivet positivt relativt katoden kan det fånga in elektroner från katoden och därför belasta drivkretsen. Om ingångssignalen orsakar att styrgallret blir positivt (och därmed leder ström) blir röret olinjärt. Med styrgallret hela tiden negativt och RF-skärmningen tillhandahållen av skärmgallret är tetrodens ingångsimpedans väldigt hög även vid höga frekvenser. Förstärkningen kan i det närmaste vara plan från DC till full frekvens. Linjäriteten är bra. Effektförstärkning överstigande 10000 är möjlig.
Trioder utvecklar rymdladdning mellan katod och styrgaller som reducerar dess förstärkning. Speciellt vid låga anodspänningar. Skärmgallret hos en tetrod neutraliserar rymdladdningen och ökar rörets förstärkning.
Effekttetroder används vanligtvis i radio-sändarutrustning för att behovet av neutralisation är mindre än för trioder. Skärmgallerström representerar förluster. En del rörfabrikanter försöker minimera skärmagallerströmmen genom att placera varje ledare i skärmgallret direkt bakom motsvarande ledare i styrgallret. Vandrande elektroner utsöndras från styrgallret som en projicerad bild av öppningarna i gallret. Genom att placera skärmgallret i skuggan av styrgallret minimeras uppfångandet av elektroner av skärmgallret. Skärmgallerströmmen är försumbar i många kretslösningar. Skugg-galler eller "shadow-grids" används i varierande form och i ett antal applikationer.
Mer än ett skärmgaller kan användas. En pentagrid converter har två. En tetrod kan omvandlas till att fungera som en triod genom att koppla skärmgallret till anod.